# Абрамович, Луис
Луис Абрамович (исп. Luis Ernesto Abramovich; род. 26 марта 1962, Буэнос-Айрес) — аргентинский футболист.
Выступая за «Бока Хуниорс», выиграл много трофеев, включая Рекопа Южной Америки, Суперкубок Либертадорес и Суперкубок Мастерс. Всего за «Боку» во всех турнирах он провёл 200 матчей и забил 5 голов.
Всего за карьеру сыграл в 380 матчах, где забил 3 мяча.